# Josef Zemp
Josef Zemp, riportato anche come Joseph Zemp (Entlebuch, 2 settembre 1834 – Berna, 8 dicembre 1908) è stato un politico svizzero.
Nel dicembre 1891 è stato eletto nel Consiglio federale svizzero, rimanendovi fino al giugno 1908.
Nel corso del suo mandato ha diretto il Dipartimento delle poste e delle ferrovie (1892-1901 e 1903-1908) e il Dipartimento federale degli affari esteri (1902).
Era rappresentante del Partito Popolare Democratico.
Ha ricoperto la carica di Presidente della Confederazione svizzera due volte, nel 1895 e nel 1902.